# Mecynogea erythromela
Mecynogea erythromela är en spindelart som först beskrevs av Holmberg 1876.  Mecynogea erythromela ingår i släktet Mecynogea och familjen hjulspindlar. Inga underarter finns listade i Catalogue of Life.